# Loma-Formation
Als Loma-Formation wird eine Pflanzengesellschaft bezeichnet, die in küstennahen Wüsten an den westlichen Hängen der Anden existiert. Diese Wüsten erstrecken sich auf einer Länge von etwa 3500 km von der peruanisch-ecuadorianischen Grenze bei etwa 5°00' südlicher Breite bis ins nördliche Chile bei etwa 29°55' südlicher Breite. Dieser hyperaride Gürtel wird nur von gelegentlichen Flusstälern unterbrochen. In Peru gibt es Vorberge, am Westhang, mit zunehmender Nebelfeuchte bei 450 bis 600 m kann sich diese Vegetation entwickeln.
Innerhalb dieses Wüstengürtels bilden sich mit den Loma-Formationen stark begrenzte Vegetationsgebiete, die vom Nebel, der vom nahe gelegenen Pazifischen Ozean aufsteigt, abhängig sind. Zudem wird die Vegetation von periodischen, aber seltenen Regenfällen, die durch das El-Niño-Phänomen verursacht werden, beeinflusst. Viele der etwa 1200 dort vorkommenden Pflanzenarten sind stark endemisch und auf diese Standorte spezialisiert. Insgesamt etwa 80 solcher Formationen sind bekannt.
Von der Loma-Formation abgeleitet ist die Bezeichnung Lomas für die westliche kolline Höhenstufe der Anden nach Javier Pulgar Vidal, einem peruanischen Geographen.